# Zé Augusto (futebolista)

José Augusto da Conceição (Itinga do Maranhão, 19 de março de 1974), mais conhecido como Zé Augusto, é um ex-futebolista brasileiro que atuava como atacante. É o maior artilheiro no século XXI do Paysandu, período em que marcou 90 gols dos 112 que fez pelo time, do qual também é o sétimo maior artilheiro, defendendo-o quase que seguidamente entre 1996 a 2012. Também é o segundo maior campeão pela equipe, com onze títulos. Está abaixo somente de Quarentinha, considerado o maior ídolo alviazul (e maior futebolista do Pará no século XX), que obteve um troféu a mais.
Zé Augusto é também um dos jogadores mais vezes presentes em decisões pelo Paysandu, tendo disputado quarenta. Possui diversos outros apelidos perante a torcida: "Zé Maluco", "Zé da Fiel", "Zé da Galera" e "O Terçado Voador". Não possuía uma técnica acentuada, sendo querido pela torcida por ser obstinado, iluminado e decisivo.

## Carreira

### Primeiros anos: sem se firmar no Paysandu
Nascido e crescido no interior do Maranhão, Zé Augusto já era adepto do Paysandu por lá, revelando em 2013 que "O Paysandu é amor eterno. A primeira camisa que vesti de um time como torcedor foi a do Paysandu. Foi uma história desde criança, pois eu morava no Itinga (Maranhão), quando uma pessoa que trabalhava em um posto fiscal de Belém me deu uma camisa do clube de presente. Nasci para vestir essa camisa". Sua primeira equipe como jogador, porém, poderia ter sido a Tuna Luso, cujo treinador de goleiros sondou Zé Augusto quando este ainda tinha 17 anos. Seus pais não autorizaram.
Quando já tinha 19 anos, apareceu no futebol adulto paraense: foi pelo Pedreira, onde havia sido levado por um amigo para realizar testes. Pela equipe do distrito de Mosqueiro, disputou o campeonato paraense de 1996. O clube foi no primeiro turno derrotado por apenas 1-0 pela dupla Remo e Paysandu, mas teve resultados piores exatamente contra outras equipes menores, ficando em oitavo entre nove participantes. No segundo turno, houve um retrospecto inverso, goleado pela dupla (por respectivamente 4-1 e 5-1) mas melhorando contra os demais, terminando em sexto, mas sem se livrar de um rebaixamento.
Apesar da queda, Zé Augusto terminou contratado pelo Paysandu, para a disputa da segunda divisão brasileira, após ter sido observado por um dos diretores alviazuis em partida realizada no estádio do clube contra o Sport Belém. "Foi tudo muito rápido pra mim. Cinco meses antes, eu era um jogador de futebol amador em Barra do Corda e cinco meses mais tarde eu estava jogando o Campeonato Brasileiro pelo Paysandu. Nem acreditava", declararia em 2011. O clube não avançou da fase de grupos nacional, se livrando do rebaixamento somente na última partida. Pela competição, Zé Augusto disputou seu primeiro Re-Pa, em derrota por 3-2 em 1 de setembro, onde entrou no decorrer da partida substituindo Osmar para formar dupla ofensiva com Nuno.
Zé Augusto disputou quatro Re-Pas em 1997, ainda sem vencer e marcar gols. Foi o ano em que o "Papão", sem ele em campo, encerrou um jejum de 33 jogos sem vencer o clássico, o que não impediu o time de terminar o estadual de 1997 na vice-colocação para o rival. Zé Augusto marcou seis vezes, sendo o terceiro na artilharia do elenco bicolor. Na segunda divisão nacional de 1997, o time fez boa primeira fase mas caiu no primeiro mata-mata, definido em três partidas no clássico com a Tuna Luso. Zé Augusto não esteve nas duas primeiras, em vitória alviazul por 2-1 e empate em 0-0, entrando no decorrer da terceira, uma derrota de 4-0.
Assim, o clube vinha sofrendo anos de descrédito no início de 1998. Fase superada com vitória no Re-Pa para garantir a vaga em disputa no seletivo à Copa Norte de Futebol de 1998; e sobretudo pelo título invicto do estadual daquele ano, o primeiro ganho desde 1992. Zé Augusto marcou cinco gols em dezessete participações na campanha, da qual foi o vice-artilheiro do elenco campeão, alternando-se no ataque com Wagner, Bebeto, Maracanã e Luís Carlos Trindade. Na Série B do Brasileirão daquele ano, o clube chegou ao quadrangular-semifinal. Zé Augusto, na campanha, marcou um dos gols da vitória por 2-0 sobre o Fluminense, que havia se recusado a jogar na Curuzu, no que foi respondido pela manobra da diretoria alviceleste em vender ingressos no Mangueirão a três reais. 60 mil pessoas presenciaram a partida, decisiva para o time carioca ser, adiante, rebaixado à terceira divisão; o jogo valeu pela antepenúltima rodada da fase de grupos e a distância entre os dois times terminou sendo em precisamente três pontos, após a justiça desportiva negar tentativa carioca de impugnar a escalação do bicolor Ney. Em depoimento dado cerca de 25 anos depois a O Liberal, Zé Augusto assim relembrou a partida e como ela foi fundamental para que começasse a angariar popularidade ante a torcida:
Quando você vem de um time pequeno, demora para cair nas de um time grande. Aquele jogo foi maravilhoso, pois pude fazer um gol e dar uma assistência. Me lembro que no lance do gol, o Robson deu um chute pra frente, ganhei do zagueiro na velocidade e chutei cruzado, no estilo do Terçado Voador. Naquele ano eles tinham caído para a Série B. O campeonato deles era ruim, mas quando nos enfrentamos eles ainda tinham condições de se manter na segunda. Como vencemos, nós praticamente sacramentamos a queda deles para a Série C. Jogamos eles no fundo do poço, como já fizemos com muitos. O Paysandu tem uma história pra contar em cima do Fluminense.
Em 1999, o Paysandu venceu novamente o seletivo paraense à Copa Norte daquele ano, com Zé Augusto de titular. Depois, deu a impressão de que conseguiria o bicampeonato estadual. Havia vencido quatro dos cinco primeiros Re-Pas do ano e empatado o outro. Venceu o primeiro turno e vinha acumulando uma invencibilidade de quarenta partidas pelo campeonato, até perdê-la exatamente no sexto clássico, na penúltima rodada do segundo turno, ganho pelo arquirrival. Em uma série de três finalíssimas, prevaleceu o momento ascendente do rival, que venceu a primeira e a terceira partidas, só sendo derrotado na segunda. Zé Augusto entrou nas duas últimas, sempre como reserva.
A partir de então, Zé Augusto foi sucessivamente emprestado: para a Série B de 1999, foi repassado à Tuna Luso. Foi inicialmente titular, mas perdeu o posto, marcando um único gol, na sexta partida que fez. Apesar de contar também com Belterra e Edil Highlander, os cruzmaltinos terminaram rebaixados. O mesmo, por sinal, ocorreu ao Paysandu,  o que não impediu que Zé Augusto continuasse fora do "Papão": para o estadual de 2000, foi emprestado ao São Raimundo. "Eu não sabia qual era o meu futuro no Paysandu, então de alguma forma tinha de mostrar trabalho para não sair do time, mesmo que fosse preciso fazer gols contra o próprio Paysandu", contou em 2011 a respeito dessa situação.

### Tornando-se ídolo na melhor fase do clube

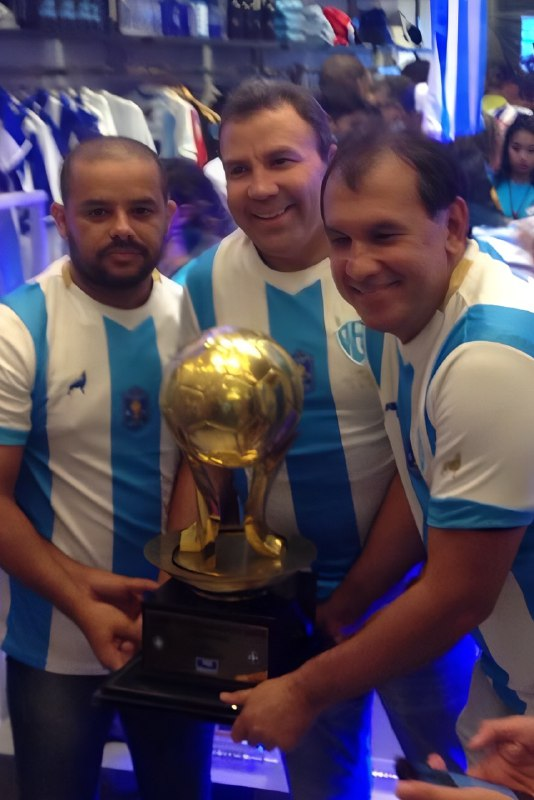
Erguendo em 2016 com Albertinho e Vandick a Copa dos Campeões de 2002.

Como jogador do São Raimundo no estadual de 2000, Zé Augusto conseguiu regularidade, marcando oito gols pelo time de Santarém, sendo o artilheiro do "Pantera" no torneio. Dois desses gols ocorreram empate em 3-3 contra o Paysandu em plena Curuzu na rodada final do segundo turno. Este resultado que deu o título do turno ao Castanhal - que, a despeito de somar mais pontos no total do torneio, terminaria vice-campeão para os alviazuis após três finais contra eles, campeões do primeiro turno.
O atacante voltou ao ex-clube para disputar a Copa João Havelange, que resgatou os bicolores da terceira divisão, mantendo-os no Módulo Amarelo, equivalente à segunda. Na competição, Zé Augusto marcou pela primeira vez no Re-Pa, em derrota por 3-2 em 12 de novembro. A partida foi válida pelo terceiro lugar, que oferecia a última vaga do módulo aos mata-matas contra equipes dos demais módulos. O rival confirmaria a vaga ao segurar empate em 1-1 no jogo da volta. A decepção foi seguida por outra em poucos meses, com a perda da Copa Norte de Futebol de 2001 nos minutos finais contra o São Raimundo de Manaus.
Contudo, o "Papão" viria a engatar grande fase a partir daquele trauma. No estadual de 2001, o time foi campeão sem muita dificuldade. Zé Augusto foi titular e artilheiro do elenco (com nove gols, incluindo um em vitória por 5-2 no clássico com a Tuna e três no 5-0 sobre o Carajás), com sua dupla ofensiva sendo revezada entre Albertinho e Vandick. Aquele título fez o "Papão" voltar a se igualar ao rival Remo como maior campeão estadual, com cada um somando 37 conquistas. Zé terminou vendido ao futebol europeu, contratado pela equipe portuguesa da Estrela Amadora.
Após dois meses, porém, já estava de volta à Curuzu, explicando dez anos depois que a estadia no exterior "não foi uma experiência muito boa. Fui para Portugal em 2001, mas fiquei lá apenas dois meses disputando alguns amistosos. Eu tive problemas financeiros e decidi voltar. E graças a Deus que eu resolvi voltar, porque nesse mesmo ano eu disputei o Brasileiro e o Paysandu foi campeão". Zé Augusto reestreou na sétima rodada, precisamente em Re-Pa, vencido por 3-1. Na ocasião, entrou no lugar de Vandick, que conquistara a titularidade ao lado de Albertinho. Zé Augusto esteve atrás de ambos na artilharia dos campeões, marcando nove vezes.
Quatro dos nove gols de Zé Augusto naquela campanha vieram nas quatro partidas finais: abriu o placar no empate em 3-3 conquistado em Santa Catarina contra o Figueirense; outros dois na derrota de 4-3 para o Caxias em Caxias do Sul, partida em que os paraenses venciam por 3-0, o que lhes garantiria o acesso por antecipação na penúltima rodada do quadrangular final. O que poderia ser um trauma foi afastado por uma recepção calorosa de torcedores no aeroporto em Belém. Àquela altura, a tabela organizada pela CBF, em vaivéns pelo país, fizera o Paysandu percorrer somente por aquele quadrangular a distância de 21 mil quilômetros, o equivalente a meia volta ao mundo - tendo o colega Vandick enfatizado à imprensa do Rio Grande do Sul a ocorrência de escalas ou conexões em Marabá, Brasília, Uberlândia e São Paulo na viagem aérea entre Belém e Porto Alegre, além do trajeto rodoviário até o estádio Centenário.
O último gol foi precisamente o último da campanha, sendo o quarto na vitória de 4-0 sobre o Avaí na Curuzu, garantindo o bicampeonato nacional do Paysandu na Série B. Zé Augusto comentaria dez anos depois que aquele seria seu gol predileto, "não pela forma como ele foi feito, mas pelo que ele significou para mim". Em seguida, veio o inédito título na Copa Norte de Futebol, na edição de 2002. Zé Augusto foi o atacante titular na campanha junto de Vandick. Marcou dois gols, um deles na primeira partida da final, sendo o único da partida vencida contra o  São Raimundo de Manaus mesmo dentro da capital amazonense, resultado visto como revanche após o traumático vice-campeonato para essa equipe em 2001.
A seguir, veio um tricampeonato seguido no Estadual de 2002, sem maiores dificuldades em campanha encerrada em finais contra a Tuna Luso. Zé Augusto começou o torneio na titularidade com Albertinho, perdendo-a no decorrer da campanha para a fase boa de Valdomiro. O "Zé Maluco" marcou quatro vezes na campanha. O título foi invicto, e fez o clube voltar a isolar-se como maior campeão estadual. O terceiro título em espaço aproximado de um semestre veio na Copa dos Campeões de 2002. Zé Augusto, porém, não entrou em nenhuma partida da campanha, em que Vandick revezou-se na dupla ofensiva com Albertinho e Jajá. 
No retorno à primeira divisão, o Paysandu pôde manter-se na elite no Brasileirão de 2002, assegurando a permanência na penúltima rodada. Zé Augusto participou de vinte partidas, marcando em duas, nas vitórias por 5-2 sobre o Atlético Mineiro e o primeiro no 2-1 sobre o futuro campeão Santos, partida recordada pela polêmica ação policial contra os protestos alvinegros em contestação ao segundo gol.
Em 2003, Zé Augusto perdeu espaço juntamente com outros atacantes do ciclo 2000-2002, com a linha ofensiva passando a ser mais constantemente formada com os reforços Iarley e Robson, além de Vélber para a disputa da Taça Libertadores da América de 2003 - ano em que, por ironia, o time, com uma única derrota no estadual, terminou de fora das finais. Na Libertadores, Zé Augusto foi utilizado quatro vezes, usualmente como reserva, sem chegar a marcar: como titular no 0-0 com o Cerro Porteño, na segunda rodada, no Mangueirão; substituindo Balão no decorrer da vitória de 3-1 sobre a Universidad Católica, na terceira rodada, também no Mangueirão; substituindo Albertinho na sexta rodada, também contra a Católica, no 1-1 no estádio San Carlos de Apoquindo; e na eliminação para o Boca Juniors, ocasião em que substituiu Vandick no decorrer da derrota de 4-2 para os argentinos.
Iarley e Robson foram transferidos ao exterior pouco após a campanha continental, e no Brasileirão de 2003, Zé Augusto terminou usado 29 vezes, marcando em três, em empates em 1-1 fora de casa contra Athletico Paranaense, Vitória (a cinco minutos do fim) e marcando o último gol no 4-0 sobre o Criciúma. A queda foi evitada nos critérios de desempate, em briga que surgiu após o clube ser punido com menos oito pontos pelo STJD por escalações irregulares de alguns reforços para o segundo turno.
Curiosamente, ao fim de 2003 Zé Augusto vestiu a camisa do rival Remo, em Re-Pa amistoso não-oficial, em que as escalações de ambos os times ocorreram através de sorteio em partida beneficente promovida pelo governador Simão Jatene. O "Papão" venceu por 1-0 aquela partida inusita, mas 2004 viu o o estadual ser ganho pelo rival, que voltou assim a ficar à frente nos títulos paraenses.

### Entressafra
No Brasileirão de 2004, Zé Augusto foi usado 23 vezes, marcando em três: uma no penúltimo minuto para dar ao "Papão" sua primeira vitória no retrospecto contra o Corinthians, em virada-relâmpago nos dez minutos finais; o segundo em nova vitória de virada construída no fim, nos últimos vinte minuto em 3-1 sobre o Figueirense; e o terceiro em vitória por 4-2 sobre o Guarani, em confronto direto contra o rebaixamento, resultado que salvou os paraenses e rebaixou os campineiros.
Para o Campeonato Paraense de Futebol de 2005, Robson voltou e foi o artilheiro da campanha campeã, com seis gols, enquanto Zé Augusto fez cinco, mas perdendo a titularidade na reta final para Balão. Ainda assim, Zé foi retratado como o principal nome do time pela Placar no guia por ela publicado para o Brasileirão de 2005. Marcou duas vezes, uma para dar nos acréscimos do segundo tempo a vitória por 2-1 sobre o Brasiliense.  O clube paraense, porém, não voltou a escapar do rebaixamento, consumado com antecipação.
Apesar da queda, o clube emendou um bicampeonato no estadual de 2006. Zé Augusto foi titular no primeiro turno, marcando um gol. Também converteu sua cobrança na decisão por pênaltis no Re-Pa que decidiu aquele turno, no clássico que o atacante considera o mais especial da carreira: "estava empate e, com 30 minutos do segundo tempo, foram expulsos Robgol e Jobson, e nós, com dois a menos, seguramos o resultado até o final e levamos para as penalidades. Na decisão conseguimos ganhar o Remo. Eu fiz um dos gols. O goleiro deles era o Buzzeto, e ele falou que iria pegar o meu pênalti. Coloquei ele para um lado e a bola foi para o outro", contou em 2017; na realidade, o único expulso foi Robson.

### Ídolo em tempos de franco declínio
Após o título estadual de 2006, o Paysandu começou bem a segunda divisão brasileira, chegando a ocupar o G4 no primeiro turno. Contudo, problemas salariais levaram a um declínio tamanho que a equipe terminou rebaixada à terceira divisão nos critérios de desempate, mesmo ganhando na última rodada. Zé Augusto marcou nessa partida, sobre o Marília, e em outras duas no campeonato. Ao mesmo tempo, o rival Remo terminou escapando.
A partir dali, os alvicelestes passariam seis temporadas na terceira divisão nacional. O primeiro ano foi o pior, vendo o estadual de 2007 ser decidido pelos rivais Remo (campeão) e Tuna Luso. Na Série C de 2007, o Paysandu somou um único ponto em seis partidas na fase de grupos. Zé Augusto passou a maior parte daquele ano ausente dos gramados em função de uma cirurgia no joelho. Em paralelo, o rival Remo também foi rebaixado à terceira divisão em 2007, mas conseguiu o bicampeonato paraense no estadual de 2008, vencendo sobre o próprio Paysandu o segundo turno e levando a melhor na finalíssima contra o Águia de Marabá, campeão do primeiro.
Por outro lado, Zé Augusto destacou-se naquela crise. Naquele campeonato, voltou a marcar no Re-Pa, onde estava sem gols desde 2000. Fez um gol cada nas derrotas de 2-1 e 3-2 no estadual. Mais importante ainda foram os dois gols sobre o Ananindeua, em partida válida pela semifinal do segundo turno. Se não avançasse à decisão, o Paysandu estaria de fora da série C de 2008. O oponente vencia por 2-0 até os 42 minutos do segundo tempo, para a apreensão da maioria da plateia do Mangueirão. Samuel Lopes então diminuiu, mas o resultado ainda não favorecia os alvicelestes. Foi quando, aos 46, Zé Augusto aproveitou a sobra de outra jogada de Samuel Lopes para empatar um jogo dramático, tamanho que as chuteiras do jogador terminaram beijadas pelo presidente do clube. Zé comentaria em 2013 ser esse o seu gol mais inesquecível: "mais uma vez estava no lugar certo, na hora certa. Vi o torcedor comemorando, uma cadeira foi jogada e nem sei de que direção veio. O presidente Luiz Omar ainda veio e beijou a minha chuteira. É uma partida que até hoje muita gente lembra".
A permanência do Paysandu na Série C continuou em risco após aquela partida; em abril, a CBF confirmou que criaria a Série D para o ano seguinte, passando a prever rebaixamentos na Série C de 2008. A queda afligiu o rival Remo e esteve próxima de atingir os alviazuis, que só garantiram-se na terceira divisão após superarem duas fases de grupos nas rodadas finais. O time foi eliminado na terceira fase de grupos pela diferença de um ponto. Zé Augusto foi, pela primeira vez, o artilheiro do clube na temporada, totalizando doze gols.
O Paysandu voltou a ser campeão paraense no estadual de 2009. Embora tenha perdido a titularidade na reta final na concorrência com Rafael Oliveira e os veteranos Balão e Vélber, Zé Augusto marcou cinco gols na campanha, incluindo em dois Re-Pas, em empate em 2-2 e em vitória por 1-0. Na Série C de 2009, ele marcou duas vezes, fundamentais: foram ambas em vitória de virada por 2-1 nos últimos oito minutos contra o Águia de Marabá, na primeira fase. Adiante, o "Papão" terminou classificado com um ponto de diferença sobre os marabaenses e a três pontos do rebaixado à quarta divisão. O clube, porém, terminou perdendo o mata-mata e o acesso para o Icasa.
No estadual de 2010, Zé Augusto foi uma regular opção de segundo tempo em um ataque normalmente formado com Moisés e Bruno Rangel na escalação do treinador Charles Guerreiro. Zé marcou três gols na campanha campeã, um deles precisamente o último, na vitória por 3-1 no jogo de volta da finalíssima contra o Águia de Marabá - que havia vencido por 1-0 o jogo de ida, no Zinho de Oliveira. Os alvicelestes ratificaram a posição de maiores campeões do certame, com 44 títulos.
A decepção ficou para o segundo semestre: após liderar um pentagonal de primeira fase a envolver o próprio Águia e o Fortaleza, o "Papão" obteve no interior de Pernambuco um empate em 1-1 contra o Salgueiro pela fase eliminatória, e no jogo da volta abriu o placar na Curuzu, mas terminou derrotado por 3-2, resultado que deu o acesso ao adversário. O ídolo, que não entrou em campo, admitira no ano seguinte que "se eu pudesse, queria esquecer o jogo contra o Salgueiro, no ano passado. Aquele jogo era decisivo para o Paysandu, porque ele poderia subir de série. Ver o time perder, e logo dentro da Curuzu, foi horrível, mesmo eu não tendo jogado aquela partida".
No início de 2011, Zé Augusto participou do Re-Pa que decidiu um quadrangular internacional no Suriname. A despeito de ter desperdiçado sua cobrança na decisão por pênaltis, foi campeão. No estadual daquele ano, nenhum dos dois terminou campeão, com o Independente de Tucuruí levando pela primeira vez o título para o interior. Na Série C daquele ano, o clube voltou a perder o acesso no último compromisso, derrotado e ultrapassado em um ponto pelo ascendido América de Natal por 2-1 no Rio Grande do Norte, na segunda fase de grupos.
O estadual de 2012 representou o segundo título seguido do interior, dessa vez do Cametá, sobre o Remo. Por outro lado, o time enfim pôde sair da terceira divisão. Superou uma campanha errática na primeira fase, em que foi treinado por Roberval Davino e Givanildo Oliveira até decidir efetivar Lecheva. Ao contrário do que vinha ocorrendo, a classificação veio como dono da última vaga, e dessa vez pôde eliminar na fase eliminatória um time de melhor campanha, o Macaé. Zé Augusto integrou o elenco, mas não chegou a entrar em campo na campanha. Anunciou sua aposentadoria pouco depois, no início de 2013, ainda antes do estadual desse ano, sem disfarçar mágoa com o que julgava ser um tratamento desrespeitoso por parte da diretoria, que preferiu não renovar-lhe o contrato. O último campeonato paraense sem Zé havia sido o de 1995. Assim declarou, após o anúncio de que pararia de jogar:
" São 17 anos vestindo a camisa do Paysandu, fazendo história, graças a Deus. A gente tem que encerrar uma hora. Infelizmente isso acontece no futebol. Essa hora chegou. Não tenho pensamento em jogar em outra equipe. (...)  Já fui procurado por outras pessoas para organizar essa minha despedida. Tem pessoas querendo fazer e é possível. Se a diretoria não quiser, vai ter gente que vai fazer, até porque a gente tem uma história no futebol e o torcedor me respeita. (...)  Nesses 17 anos, graças a Deus, aconteceram momentos difíceis, mas os momentos maravilhosos foram mais. Tenho carinho pela torcida. (...)  Vou procurar resolver da melhor maneira essa parte financeira, para que as duas partes saiam tranquilas, sem briga, pois agradeço ao Paysandu a oportunidade. 
À altura de 2018, Zé Augusto seguia liderando a artilharia do Paysandu no século XXI, com 90 gols, liderando a lista completada por Róbson (82), Yago Pikachu (62), Rafael Oliveira (57), Balão (55), Jóbson (48), Albertinho (41), Sandro Goiano (41), Vandick (36) e Lecheva (34) nos dez primeiros lugares.

## Títulos
- Campeonato Paraense: 1998, 2001, 2002, 2005, 2006, 2009 e 2010
- Campeonato Brasileiro Série B: 2001
- Copa Norte: 2002
- Copa dos Campeões: 2002
- Torneio Internacional de Panamaribo: 2011